# Подгора (Равне на Корошкем)
Подгора (словен. Podgora) је насељено место у општини Равне на Корошкем, Корушка регија, Словенија.

## Историја
До територијалне реорганизације у Словенији била је у саставу старе општине Равне на Корошкем.

## Становништво
У попису становништва из 2011. године, Подгора је имала 336 становника.
| Број становника према пописима | Број становника према пописима | Број становника према пописима |
| ------------------------------ | ------------------------------ | ------------------------------ |
| 1991                           | 2002                           | 2011                           |
| 258                            | 303                            | 336                            |

Напомена: Године 1992. године смањено је за део насеља који је припојен насељу Котље.

## Галерија
- Иварчко језеро
- спомен-плоча на родној кући Прежихова Воранца

## Познате личности
- Прежихов Воранц, словеначки писац